# Kara Tointon
Kara Louise Tointon (née le 5 août 1983) est une actrice britannique, connue en particulier pour avoir remporté l'émission télévisée de la BBC Strictly Come Dancing en 2010.

## Filmographie
- 2004 : The Football Factory
- 2012 : The Sweeney
- 2013 : Last Passenger
- 2016 : Let's Be Evil (en)

## Télévision
- 2003 : Mile High (téléfilm)
- 2010 : Strictly Come Dancing (télévision)
- 2015-2016 : Mr Selfridge (série télévisée)
- 2017 : The Halcyon
- 2017 : Henry IX (en)
- 2019 : The Crystal Maze (en) (jeu télévisé)

## Distinctions
- 2007 : Nommée aux National Television Awards, UK
- 2009 : Nommée aux British Soap Awards[2]